# Roewe Marvel X
Roewe Marvel X – elektryczny samochód osobowy typu SUV klasy średniej produkowany pod chińską marką Roewe w latach 2018–2021.

## Historia i opis modelu

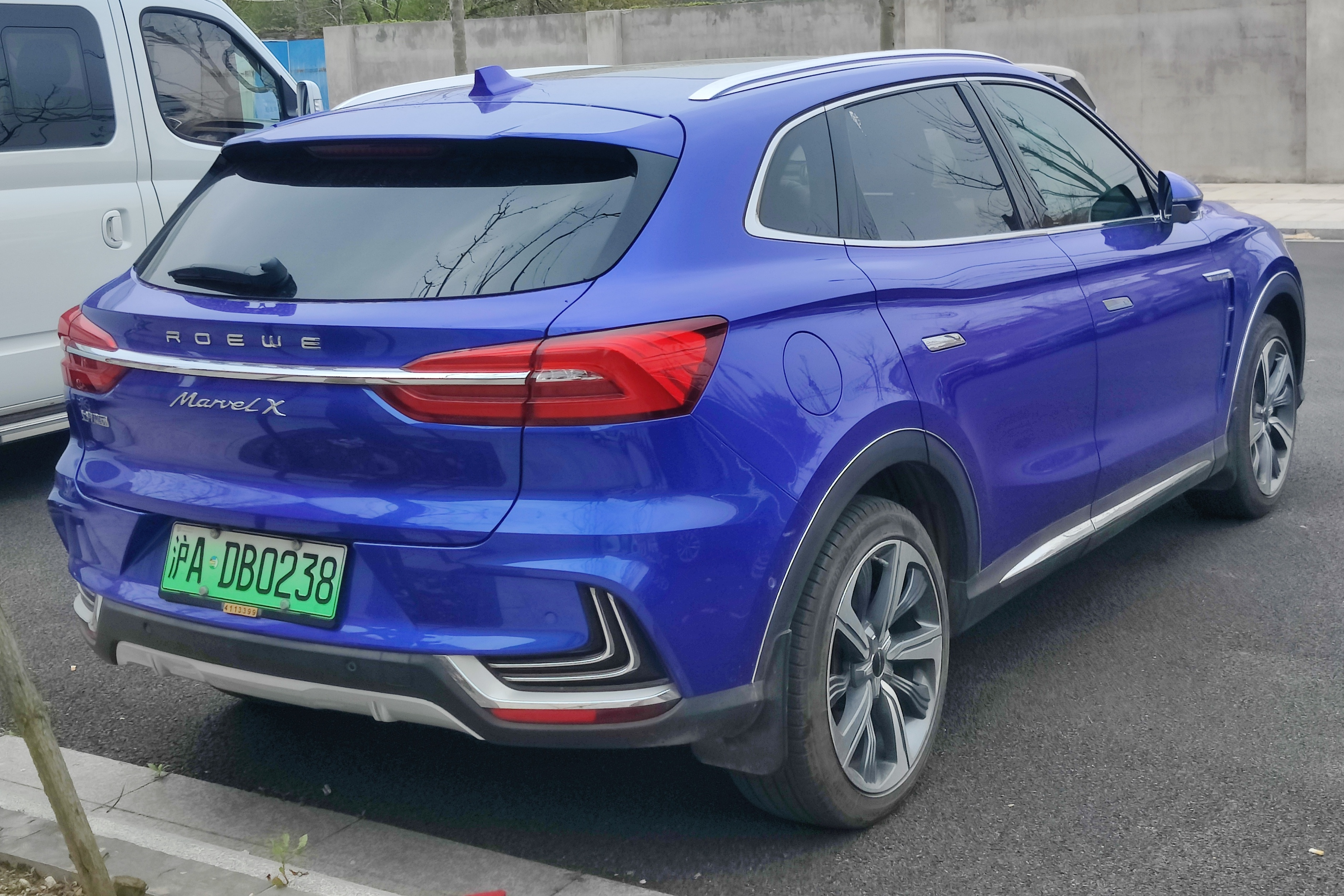
Roewe Marvel X - tył

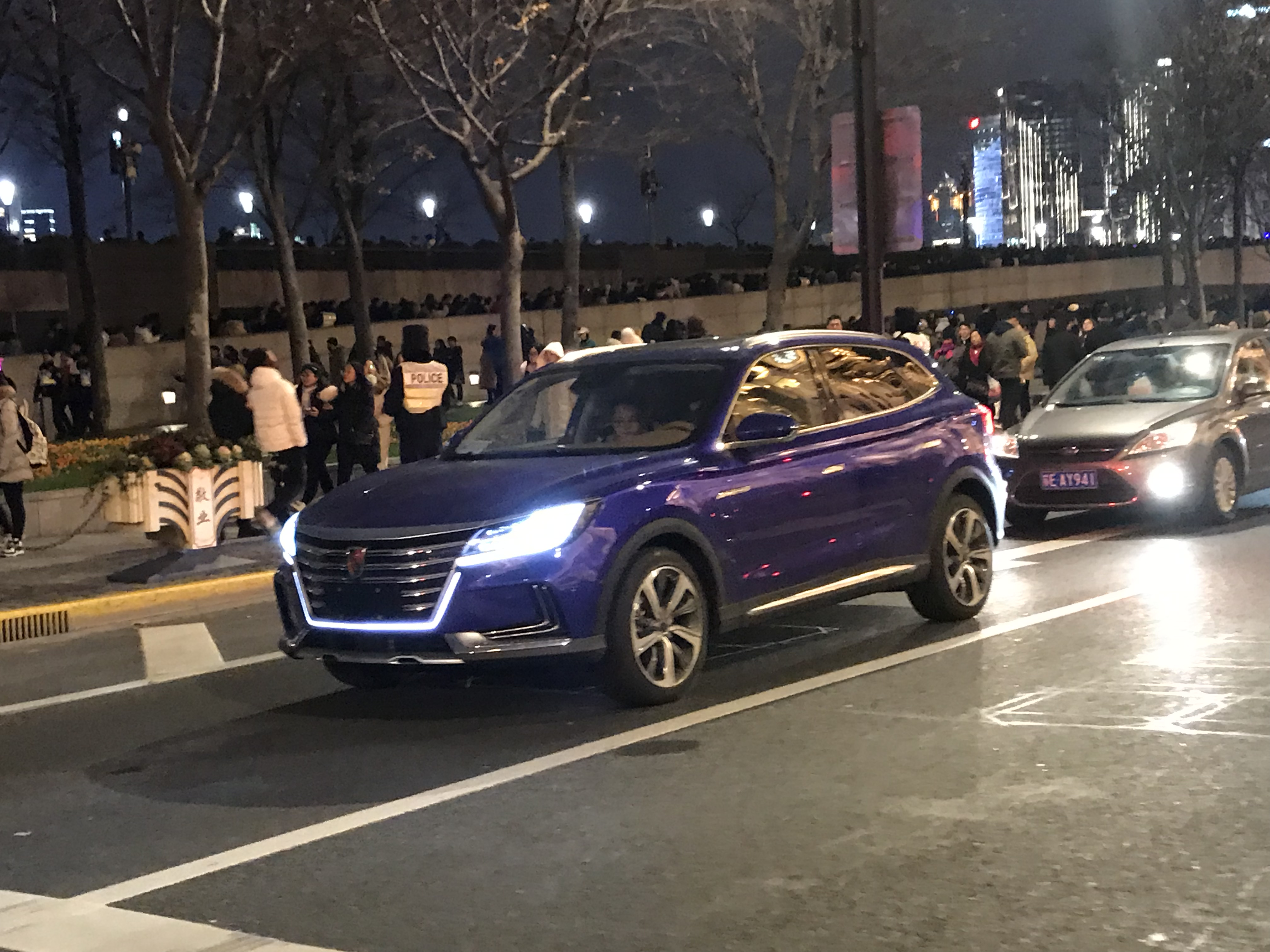
Roewe Marvel X - oświetlenie

Studyjną zapowiedzią pierwszego od czasu prezentacji mikrosamochodu E50 w pełni elektrycznego samochodu, którego zbudowanego od podstaw wyłącznie z myślą o takim napędzie, był prototyp Roewe Vision E przedstawiony w kwietniu 2017 roku podczas wystawy samochodowej w Szanghaju.
Produkcyjny model pod nazwą Roewe Marvel X zadebiutował w kwietniu 2018 roku podczas konferencji prasowej na temat planów Roewe w dziedzinie rozwoju samochodów ze zelektryfikowanymi napędami. Pojazd przyjął postać masywnego, średniej wielkości SUV-a z wyraźnie zarysowanymi nadkolami, chowanymi klamkami zewnętrznymi i masywną imitacją horyzontalnie ukształtowanej, zdobionej chromem atrapy chłodnicy nawiązującą do spalinowych modeli.
Kabina pasażerska utrzymana została w awangardowym, futurystycznym wzornictwie o luksusowym charakterze. Fotele, deskę rozdzielczą i inne elementy kabiny pasażerskiej wykończono beżową skórą z domieszką aluminium i lakieru fortepianowego, z kolei konsolę centralną zdominował położony pod kątem, rozległy pionowy wyświetlacz dotykowy systemu multimedialnego o przekątnej 19,4-cala.

### Sprzedaż
Roewe Marvel X został zbudowany z myślą o wewnętrznym rynku chińskim, bez planów eksportowych. Sprzedaż pojazdu rozpoczęła się niespełna 5 miesięcy po oficjalnej premierze, we wrześniu 2018 roku, z dwoma wariantami napędowymi do wyboru dla klientów.

### Dane techniczne
Układ napędowy Roewe Marvel X tworzą trzy silniki elektryczne, z czego dwa umieszczone są przy tylnej osi, a jeden przy przedniej. Rozwijają one łączną moc 302 KM i 665 Nm maksymalnego momentu obrotowego, pozwalając na rozwinięcie 100 km/h w 4 sekundy. Bateria o pojemności 52,5 kWh pozwala na przejechanie na jednym ładowaniu ok. 380 kilometrów według cyklu pomiarowego NEDC.